# Acryptolaria pseudoangulata
Acryptolaria pseudoangulata is een hydroïdpoliep uit de familie Lafoeidae. De poliep komt uit het geslacht Acryptolaria. Acryptolaria pseudoangulata werd in 2010 voor het eerst wetenschappelijk beschreven door Peña Cantero & Vervoort. 